# Molen van Battel
De Molen van Battel was een windmolen in de tot de Antwerpse gemeente Mechelen behorende plaats Battel, gelegen aan de Leestsesteenweg 6.
Deze ronde stenen molen van het type beltmolen fungeerde als korenmolen.

## Geschiedenis
De molen werd gebouwd in 1844. In 1909 werd, tijdens hevig onweer, de kap van de molen afgerukt en ook één der wieken ging verloren. De molen werd hersteld maar kort na 1920 moest het bedrijf worden gestaakt: het aantal boeren in de omgeving verminderde en er was concurrentie van een naburige mechanische maalderij en van de windmolen van Heffen. De molen werd verkocht aan een antiquair die omstreeks 1925 vrijwel de gehele romp sloopte om het daarin aanwezige eikenhout te bemachtigen. Het onderste deel van de romp bleef nog lange tijd intact maar werd in het eerste kwart van de 21e eeuw alsnog gesloopt.
- Inventaris van het Bouwkundig Erfgoed (Vlaanderen): 1432